# Wanamingo
Wanamingo város az Amerikai Egyesült Államok Minnesota államában, Goodhue megyében. Lakosainak száma 1113 fő (2020. április 1.).

## Népesség
A település népességének változása:

| 2010 | 1 086 |
| 2020 | 1 113 |